# Заводське (Великописарівський район)
Заводське́ — колишнє село в Україні, у Великописарівському районі (нині Охтирський район) Сумської області.
Сумська обласна рада рішенням від 16 серпня 2013 року виключила з облікових даних село Заводське Кириківської селищної ради Великописарівського району як таке, що включене в межі селища міського типу Кириківка ще 25 вересня 2003 року.

## Географічне розташування
Село Заводське розташоване на березі річки Весела, яка за 3 км впадає в річку Ворскла. Примикає до смт Кириківка, на відстані 1 км — село Іванівка, за 2 км — село Рябина.
Біля села великі відстійники.
Поруч пролягає автомобільний шлях. Залізнична станція Кириківка.

## Історичні відомості
- Село постраждало внаслідок геноциду українського народу, проведеного урядом СССР 1932–1933 та 1946–1947 роках[джерело?].